# Gildardo Biderman Gómez
Gildardo Gómez (Remedios, Antioquia, Colombia; 13 de octubre de 1963) es un exfutbolista colombiano que jugaba como lateral izquierdo. 

## Selección nacional
Fue internacional con la selección de fútbol de Colombia entre 1987 y 1991, jugando 15 partidos sin marcar gol.

### Participaciones enCopas del Mundo
| Mundial                | Sede   | Resultado        | PJ | GA | Asis |
| ---------------------- | ------ | ---------------- | -- | -- | ---- |
| Mundial de Italia 1990 | Italia | Octavos de final | 4  | 0  | 0    |

### Participaciones enCopas América
| Torneo            | Sede   | Resultado      | PJ                           | GA | Asis |
| ----------------- | ------ | -------------- | ---------------------------- | -- | ---- |
| Copa América 1989 | Brasil | Fase de grupos | 0 (4 partidos como suplente) | 0  | 0    |

### Participaciones enEliminatorias al Mundial
| Eliminatoria                         | Sede del Mundial | Posición                                                | Resultado   | PJ | GA | Asis |
| ------------------------------------ | ---------------- | ------------------------------------------------------- | ----------- | -- | -- | ---- |
| Eliminatorias Mundial de Italia 1990 | Italia           | 1°lugar 6pts Grupo 2 (Ganador Repesca Intercontinental) | Clasificado | 1  | 0  | 0    |

## Clubes
| Club                   | País     | Año       |
| ---------------------- | -------- | --------- |
| Independiente Medellín | Colombia | 1981-1984 |
| Atlético Nacional      | Colombia | 1985      |
| Independiente Medellín | Colombia | 1986      |
| Millonarios            | Colombia | 1987      |
| Atlético Nacional      | Colombia | 1988-1993 |

## Palmarés

### Campeonatos nacionales
| Título                | Club              | País     | Año  |
| --------------------- | ----------------- | -------- | ---- |
| Campeonato colombiano | Millonarios       | Colombia | 1987 |
| Campeonato colombiano | Atlético Nacional | Colombia | 1991 |

### Copas internacionales
| Título              | Club              | País     | Año  |
| ------------------- | ----------------- | -------- | ---- |
| Copa Libertadores   | Atlético Nacional | Colombia | 1989 |
| Copa Interamericana | Atlético Nacional | Colombia | 1990 |